# Wood Badge
A Wood Badge a cserkészetben a legmagasabb fokozatú, felnőtteknek szóló, vezetőképzési program neve, illetve az azt eredményesen teljesítők részére átadott jelvényé. A Wood Badge képzés célja a magyar cserkészetben a szervezeti (kerültei és szövetségi) cserkészvezetők képzése az által, hogy a leendő feladatra összpontosító képzés révén a vezetői képességeket fejleszti, valamint kötődést és elkötelezettséget ad a cserkészet felé. A képzés során mind tantermi, mind kültéri képzéseket is tartanak.
Az első Wood Badge képzést 1919 szeptemberében Robert Baden-Powell  felkérésére Francis „Skipper” Gidney szervezte meg a Gilwell Parkban(en).
A képzést eredményesen elvégzőket a Wood Badge fajelvényeivel jutalmazzák, hogy felismerhető legyen a vezetésbe fektetett jelentős teljesítményük és a fiatalok felé végzet közvetlen szolgálatuk. A két fajelvényt az egyenruha részeként a nyakuk körül hordva egy bőrszíj két végén viselik. A fajelvények a szürkés (angolul ’taupe’) nyakkendővel, sarkában a MacLaren klán tartánjával együtt kerülnek kiosztásra. A tartán William de Bois Maclaren tiszteletére került a nyakkendőre, aki 1919-ben 7.000 fontot adományozott a Gilwell Park megvásárlására, valamint további 3.000 fontot a területen található ház felújítására. A nyakkendő a fonott bőr nyakkendőgyűrűvel együtt az 1. számú Gilwell cserkészcsapathoz (angolul ’1st Gilwell Park Scout Group’ vagy ’Gilwell Troop 1’) való tartozást jelöli. A Wood Badge viselőit wood bedzseseknek (’Wood Badgers’) vagy gilwellieknek (’Gilwellians’) hívják.

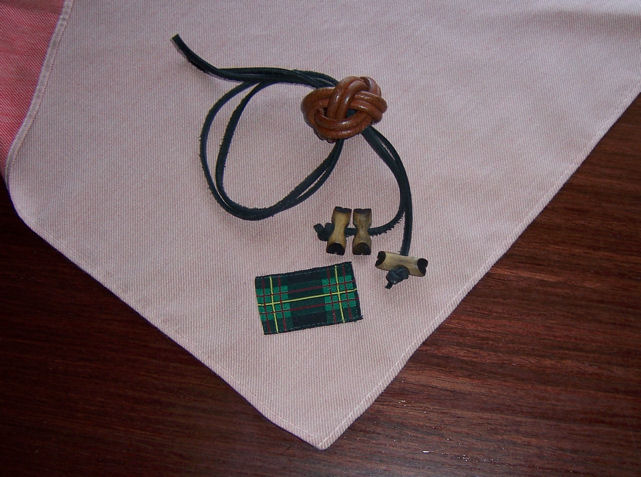
A Wood Badge fajelvénye, a nyakkendő és a bőrből font nyakkendőgyűrű

## Cserkész vezetőképzés

### Története
A cserkészet megalakítását követően Baden-Powell szükségét látta a vezetők képzésének. Ő a gyakorlati képzéseket a szabadban, tábori körülmények között képzelte el. A képzések megindítását az első világháború kitörése hátráltatta így az első hivatalos képzési alkalom megrendezésével 1919-ig kellett várni. A London melletti Gilwell Parkot a képzések megtartása céljából vásárolták meg és a nyitó ceremóniára 1919. július 16-án került sor. A park első parancsnoka, Francis Gidney vezényeltet le az első képzést ugyan ezen év szeptember 8. és 19. között. A képzést magát Percy Everett képzésvezető állította össze és azon18 fő vett részt, valamint Baden-Powell mellett többen is előadtak.

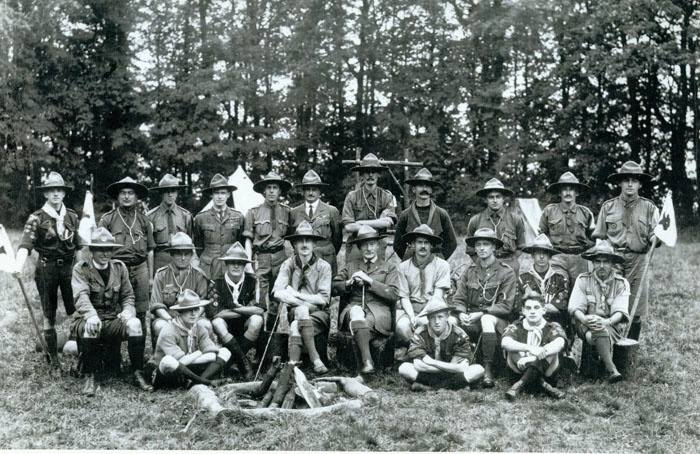
Az első Wood Badge képzés résztvevői 1919. szeptemberében

„A Wood Badge fogja biztosítani, hogy mikor már nem leszek köztetek, az eljövendő korok cserkészvezetői akkor is megértsék, miről szól a cserkészet, és mik voltak eredeti szándékaim.” (Robert Baden-Powell)

### Modern képzési követelmények
A jelenlegi Wood Badge keretrendszert a WOSM 2012 márciusában fogadta el. Ennek célja, hogy a Wood Badge képzések minőségét szerte a világban egységes szintre hozza, és egységes követelményeket állítson fel mind a kiképzőkkel mind a jelöltekkel szemben. Ez a keretrendszer se nem képzési program, se nem az egyetlen javasolt megközelítési mód, amit a nemzeti szövetségek alkalmazhatnak. A keretrendszer elsősorban referenciák és elvek gyűjteménye, amelyek használata javasolt. Továbbá tartalmazza azokat a feltételeket és kulcs témákat amiket jó, ha egy Wood Badge képzés szervezése folyamán megfontolnak.

#### Wood Badge tanulási témák
A képzés során több téma is előkerül, de az alábbi négynek mindenképpen szóba kell kerülnie:
- Alapvető 	cserkészismeretek, benne a cserkész célokkal, elvekkel és 	módszerekkel, a cserkész módszertan alkalmazásával;
- Vezetés, mely a 	mozgalomban tanúsított felelősségvállaláshoz szükséges 	tudást és lehetőségeket jelenti;
- Irányítás, mely a 	csapatok vagy nagyobb egységek vezetésével kapcsolatos tudást és 	szakértelmet jelenti;
- Kommunikáció, 	melyet a lehető legtágabb értelemben használunk: kapcsolatba 	lépni másokkal és kapcsolatban is maradni.

#### A Wood Badge képzés fő céljai
- Felismerje azokat a korszerű 	vezetői elgondolásokat amelyeket a vállalati világban és a 	vezető kormányzati szervek használnak és azok relevánsak a cserkészet értékeihez kapcsolódva;
- Alkalmazza azokat az ismereteket, amiket egy sikeresen működő csapat tagjaként szerzett meg;
- A cserkészetre globálisan tekintsen, mint egymáshoz kapcsolódó értékalapú programok családjaként azáltal, hogy korosztályi programokat biztosít a fiataloknak;
- Újraéleszteni a feladat teljesítéséhez szükséges vezetői elkötelezettségét olyan inspiráló élmények megosztásával,ami segít biztosítani a cserkészek vezetését.

Általánosságban a Wood Badge képzés tantermi munkából, önképző modulokból, kültéri gyakorlatokból és a Wood Badge Projektből áll össze. A tantermi és a kültéri munkák gyakran ötvözik és erősítik egymást és egy- vagy több hétig esetleg hétvégén át tartanak. A képzés e részének befejezéséhez hozzá tartozik, hogy a jelöltek megírják a Velemjárójukat.
A pontos képzési terv országról országra változik, de mindegyikről elmondható, hogy tartalmaz mind elméleti, mind gyakorlati tudnivalókat. A képzés kezdő helyszínét annak földrajzi elhelyezkedésétől függetlenül minden esetben Gilwell Mezőnek ('Gilwell Field') nevezik.

### A Projekt
Az angol kifejezés, hogy „working your ticket” (szabad fordításban kb. jegygyártás vagy a velemjárón dolgozni) egy Baden-Powellhez kapcsolódó történtből került át a képzésbe. Ezek szerint az Indiában szolgáló brit katonáknak a hazautazásuk előtt ki kellett fizetniük a jegyük árát. Ennek a legkedvezőbb módja az volt, hogy megtervezi a vállalt feladatinak az előrehaladását, amelyek egymás utáni teljesítése egyre közelebb viszi az otthonhoz.
A Wood Badge élmény átalakító erejének egy része a szív és az elme eléréséhez a metaforák és a hagyományok hatékony használata. A legtöbb cserkészszövetségben a "jegygyártás" a Wood Badge képzés csúcspontja.
A résztvevők magukat, valamint újonnan megszerzett tudásukat és készségeiket hasznosítják az egyéni vezetés és az otthoni egység szervezeti rugalmasságának megerősítésére az általuk tervezett projektek befejezéséhez egy projektben. A projekt meghatározott célokból áll, amelyeket meghatározott időn belül, gyakran 18 hónap alatt kell végrehajtani a nagymérvű munka miatt. A hatékony projektek sok tervezést igényelnek, és azt a Wood Badge kiképzői hagyják jóvá a tanfolyam befejezése előtt. A projekt befejezése után mondják azt, hogy a résztvevő kiérdemelte visszatérését a Gilwellhez.

### A befejezés után
A kurzus befejezése után a résztvevőket a Wood Badge képzés jelvényeit kapják meg a Wood Badge fagyöngy ceremónia keretében. Automatikusan az 1. számú Gilwell Park csapat (angolul ’1st Gilwell Park Scout Group’ vagy ’Gilwell Troop 1’) tagjai lesznek. Ezeket a vezetőket ez után Gilwellianoknak vagy Wood Badge-seknek hívják. Ma körülbelül 100.000 főre tehető azoknak a cserkészeknek a száma, akik eredményesen befejezték a képzést. Az 1. számú Gilwell Csapat évenként tart találkozót szeptember első hétvégéjén a Gilwell Parkban. Ilyen találkozót máshol is tartanak, de ugyan ebben az időpontban.

## Jelvények
A kurzust eredményesen elvégzők felismerhetőek az alábbi jelvényekről melyek a fagyöngyökből, a nyakkendőgyűrűből és az 1. számú Gilwell Park csapat nyakkendőjéből áll.

### Nyakkendőgyűrű (’Woogle’)
A Gilwell Nyakkendőgyűrű a nyakkendőgyűrű csomónak (angolul ’Turk’s Head knot’) bőrből készült kettős fonatú változata, amelynek se kezdete se vége nincs és a viselőjének a cserkészet iránti elkötelezettséget jelképezi. Néhány országban a Wood Badge képzést több részre bontják és a nyakkendőgyűrűt a képzés első részének teljesítéséért adományozzák.

### Wood Badge
A fajelvényeket először 1919 szeptemberében adományozták a Gilwell Parkban.
A fajelvény eredete egészen 1888-ig nyúlik vissza, amikor Baden-Powell a Zuluföldön vett részt egy hadjáratban Dél-Afrikában. Dinzulu Zulu királyt (Cetshwayo fiát) üldözte már egy ideje, de siker nélkül. Dinzulunak állítása szerint egy 4 m hosszú nyaklánca volt, amin több mint ezer akácia fából faragott gyöngy volt. Baden-Powell azt állította, hogy megtalálta ezt a nyakláncot a hajsza során Dinzulu elhagyott hegyi erődjében. Az ilyen nyaklánc a zuluk között iziQu néven ismeretes és a bátor harcos vezetőknek adományozzák.
Sokkal később Baden-Powell egy megkülönböztető jelvényt keresett az első Gilwell kurzus résztvevőinek. Ő alkotta meg a jelvényt azáltal, hogy két fagyöngyöt a zulu nyakláncról egy bőr szíjra erősített fel, amit egy öreg dél-afrikaitól kapott Mafekingben és nevezte el Wood Badge-nek.
Míg nincs hivatalos előírás arra nézve, hogy a bőrszíj két végét milyen csomóval erősítsék egymáshoz, addig a leggyakrabban alkalmazott csomó a dekoratív gyémánt csomó. Az elkészítés során egy egyszerű hurokkal van a bőrszíj két vége összekötve és a helyi hagyományok döntik el, hogy is kerül megkötésre a gyémánt csomó. Van ahol egy másik jelölt, van ahol a kiképző, van ahol pedig maga a jelölt köti meg azt.

### A további gyöngyök jelentősége
További fagyöngyök kerülnek adományozásra azoknak, akik részt vesznek a kiképzésben. Egy további gyöngyöt viselnek a kiképzők, két további gyöngyöt (azaz összesen négyet) viselnek a képzésvezetők.
A hagyomány része, hogy öt gyöngyöt a Gilwell helyettes táborparancsnokai hordanak. A Helyettes táborparancsnok általában a Nemzeti Cserkészszövetségen belül az a személy, aki a Wood Badge képzésért felel. Az ötödik gyöngy jelképezi a Helyettes táborparancsnok rangját, mint a Gilwell Park hivatalos képviselőjét, valamint a Wood Badge képzés globális integritásának fenntartásának őrét.
A cserkészet alapítója, Robert Baden-Powell viselt hat gyöngyöt, valamint Sir Percy Everet, amikor Helyettes főcserkész, valamint a Főcserkész jobb keze volt. Baden-Powell fajelvényei a londoni Baden-Powell Házban vannak kiállítva. Everet az ő hat fajelvényét a Gilwell Park Táborparancsnokának adományozta, aki azt, mint a tisztség jelzője viseli. Azóta a hatodik jelvény általában a Gilwell Park Kiképzésvezetője viseli.

### Az 1. számú Gilwell cserkészcsapat nyakkendője
A nyakkendő a cserkészet univerzális szimbóluma, míg a Maclaren család tartánja a Wood Badge kötődését jelképezi a Gilwell Parkoz. A nyakkendő általában háromszög alakú és twillszövésű pamutból vagy gyapjúból készül. A színe elől vakond szürke (’taupe’), míg a fonákja piros; a hátsó csúcsnál pedig a Maclaren Klán tartánja található. Ez a minta tiszteletadás a skót Maclaren Klán felé, akik jelentős pénz adományoztak a Gilwell Park megvásárlásához, ahol az első Wood Badge képzés megvalósításra került.
Eredetileg az egész nyakkendő ebből a színes tartán anyagból készült, de annak magas költsége miatt döntöttek a mostani dizájn mellett. A nyakkendőt gyakran a Gilwell nyakkendőgyűrűvel hordják együtt.

### Balta és farönk
A balta és farönk logót az első táborparancsnok, Francis Gidney alkotta meg az 1920-as évek elején, hogy a Gilwell Parkot meg lehessen különböztetni a Cserkész Székháztól. Gidney a Gilwell Parkot a szabadban való léttel és a cserkészjártasságokkal akarta azonosítani ellentétben a Székház üzleti és adminisztratív jellegével. Az eredeti Wood Badge képzésen részt vevők gyakran azt látták, hogy a baltákat a biztonság kedvéért a farönkökbe állítják bele. Gidney ezt látva döntött a balta és a farönk mellett, mint a park logója.

### Egyéb jelképek
A kudu kürt egy másik Wood Badge jelkép. Baden-Powell először a Shangani csatában találkozott a kudu kürttel, ekkor figyelt fel a Matabele harcosokra, akik a riadó gyors leadására használták azt. Ő elsőként az 1907-ben Brownsea-szigetén megrendezésre került első cserkésztáborban használta a kürtöt. A Wood Badge képzések során már egész korán a kürttel jelezte az egyes képzések kezdetét vagy végét, valamint a cserkészeket inspirálta a jobb teljesítményre.

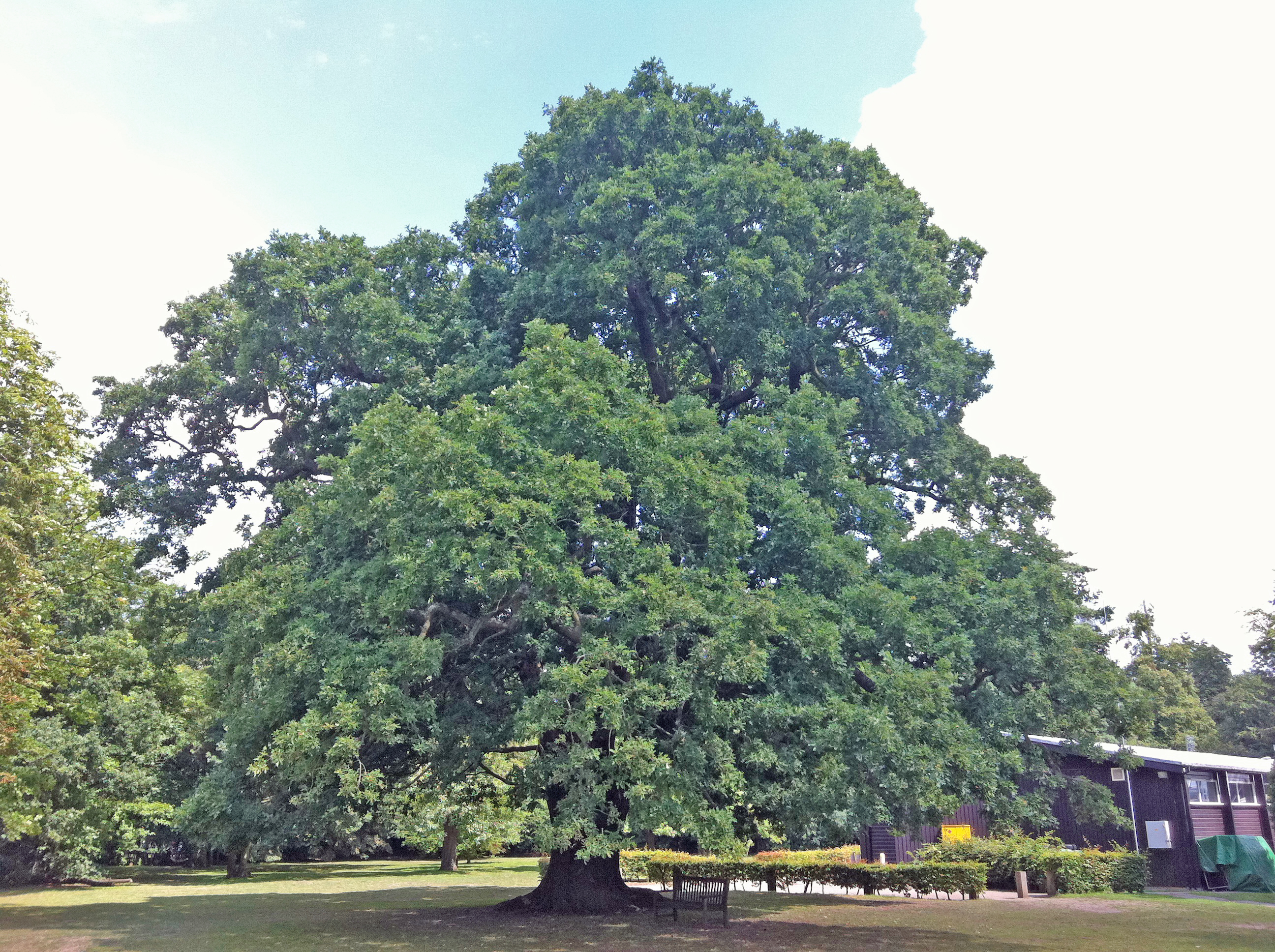
A Gilwell tölgy

A füves mezők a Gilwell Parkban található Fehér ház mögött a képzési hely (’Training Ground’) és a gyümölcsös (’The Orchard’) néven váltak ismertté és már a kezdetektől fogva itt folyt a kiképzés. A két mezőt egy óriási tölgy, a Gilwell Tölgy (’Gilwell Oak’) választja ketté. A Gilwell Tölgy jelkép is a Wood Badge képzést szimbolizálja annak ellenére, hogy a fagyöngyök soha se készültek ebből a fából.
A Farkaskölyök Vezetők képzése már 1922-től kezdődően más módszert követett, aminek teljesítéséért az 'Akela Badge' (Akela Jelvény) kapták meg. Az ő jelvényük egy darab kutya szemfog egy bőrszíjon, míg a kiképzőké két darab szemfog volt. Az Akela Badge 1925-től kezdődően nem osztották ki többet, hanem helyette a Wood Badge-et kapták meg a résztvevők. Ma nagyon kevés olyan szemfogról van tudomásunk, amit Akela Badge-ként osztottak ki.

## A Wood Badge képzés Magyarországon

### Az első magyar gilwelliek
Magyar cserkészvezetők először 1923-ban vettek részt Wood Badge képzésen a Gilwell Parkban. Az itt tanultak és tapasztaltak alapján szervezték meg a magyar cserkészet vezetőképzését, valamint hozták létre a Hárshegyi Cserkészparkot is, mint a cserkész vezetőképzés fellegvárát 1947-ig. A második világháború kezdetéig tucatnyi magyar cserkészvezető is elvégezte az angliai kurzusokat.

### Az új típusú cserkésztiszt képzés
A cserkészet magyarországi újjáalapítását követően, 1990-től a vezetőképzést is újra megindítják, az 1962-ben Kővári Lajos Sch.p („Ubul bá”) által létrehozott Kagylós segédtiszt képzés átvételével. Ezt követően rövidesen megindul a Cserkésztiszt képzés is.
A Cserkésztiszt képzés új alapokra való helyezésére 2010-ben kerül sor. Ekkortól kezdve, a WOSM-el 13 évnyi tárgyalást követően jogosulttá válik a Magyar Cserkészszövetség is a Wood Badge típusú vezetőképzésre és a jelvények kiosztására. A képzés vezetője Solymosi Balázs cserkésztiszt lett, aki jogosult a négy fagyöngy viselésére és ő adhatja át a jelképeket a képzést eredményesen elvégző cserkésztiszteknek. 2010 óta, 8 tanfolyamon több mint 50 magyar cserkészvezető érdemelte ki a Wood Badge jelvények viselését.

### A magyar Wood Badge képzés sajátosságai
A WOSM a Woode Badge képzés engedélyezésekkor minden tagországnak kiköti, hogy ez a képzés kell, hogy legyen a legmagasabb szintű az adott cserkészszövetségben. Magyarországon ez a Cserkésztiszt képzés, ahol kerületi és szövetségi szintű munkára készítik fel a jelölteket.
A kezdeti útkeresést követően mára kialakult a képzés rendje. A jelöltek jelentkezéskor megírják a Velemjárójukat, amiben az elérendő céljaikat vázolják fel. Ezzel egy időben kiválasztanak egy Projektet is, amit – lehetőség szerint – a képzés végéig meg is valósítanak. A képzés maga egy éves és hat hétvégéből áll ahol tantermi foglalkozásokra kerül sor, valamint időtől időre beadandó feladatokat kell leadni. Az utolsó alkalommal kerül sor a képesítésre és a jelvények átadására a Sztrilich Pál Cserkészparkban.

## Fordítás
- Ez a szócikk részben vagy egészben az Wood Badge című angol Wikipédia-szócikk fordításán alapul.  Az eredeti cikk szerkesztőit annak laptörténete sorolja fel. Ez a jelzés csupán a megfogalmazás eredetét és a szerzői jogokat jelzi, nem szolgál a cikkben szereplő információk forrásmegjelöléseként.